# Unione Sportiva Civitavecchiese 1937-1938
Questa voce raccoglie le informazioni riguardanti l'Unione Sportiva Civitavecchiese nelle competizioni ufficiali della stagione 1937-1938.

## Rosa
| N. |                   | Ruolo | Calciatore                 |
| -- | ----------------- | ----- | -------------------------- |
|    | Italia (bandiera) |       | Edmondo Ansaloni           |
|    | Italia (bandiera) |       | Dario Baldoni              |
|    | Italia (bandiera) |       | Angelo Brambilla           |
|    | Italia (bandiera) | C     | Pier Francesco De Martinis |
|    | Italia (bandiera) |       | Mario Ercoli               |
|    | Italia (bandiera) | D     | Mario Giansanti            |
|    | Italia (bandiera) |       | Archilde Izzi              |
|    | Italia (bandiera) | C     | Athos Miniati              |
|    | Italia (bandiera) |       | Luigi Modesti              |

| N. |                   | Ruolo | Calciatore                |
| -- | ----------------- | ----- | ------------------------- |
|    | Italia (bandiera) |       | Mario Pacini              |
|    | Italia (bandiera) | D     | Brenno Paoli              |
|    | Italia (bandiera) |       | Carlo Bronzati            |
|    | Italia (bandiera) |       | Francesco Giuseppe Sanson |
|    | Italia (bandiera) |       | Alberto Simeoni           |
|    | Italia (bandiera) |       | Agostino Tamagnini        |
|    | Italia (bandiera) |       | Ezio Tilli                |
|    | Italia (bandiera) | A     | Ferrero Tossio            |